# (284) Amalia
(284) Amalia és l'asteroide número 284. Va ser descobert per l'astrònom Auguste Honoré Charlois des de l'observatori de Niça (França), el 29 de maig de 1889.